# 1695 Walbeck
Walbeck (asteróide 1695) é um asteróide da cintura principal com um diâmetro de 19,62 quilómetros, a 1,9720367 UA. Possui uma excentricidade de 0,2913332 e um período orbital de 1 695,5 dias (4,64 anos).
Walbeck tem uma velocidade orbital média de 17,85485377 km/s e uma inclinação de 16,6968º.
Esse asteróide foi descoberto em 15 de Outubro de 1941 por Liisi Oterma.